# Maja Tvrdy
Maja Tvrdy, slovenska badmintonistka, * 20. november 1983, Ljubljana, Slovenija.
Tvrdyjeva je kot edina predstavnica tega športa Slovenijo zastopala na dveh Olimpijskih igrah, in sicer na: Poletnih olimpijskih igrah 2008 v Pekingu, kjer je med posameznicami osvojila 17. mesto, ter na Poletnih olimpijskih igrah  2012 v Londonu, kjer je izpadla v kvalifikacijah. Je šele druga slovenska badmintonistka, ki se je uvrstila na Olimpijske igre (po Maji Pohar - OI Sydney 2000).
Na Sredozemskih igrah Mersin 2013 je osvojila dve bronasti medalji -  3. mesto med posameznicami ter 3. mesto v igri ženskih dvojic skupaj z Niko Koncut.
V svoji karieri je osvojila 9 zmag na mednarodnih tekmovanjih (Italian International 2004, Israel International 2006, Slovak International 2006, Lithuania International 2006, Jordan International 2007, Pakistan Challenge 2007, Slovenia International 2009, Santa Domingo Open 2009, Mercosul Brasil Open 2013). Najvišja uvrstitev na svetovni jakostni lestvici je 43. mesto - 23.12.2009.
Je 14-kratna državna članska prvakinja:
- 8-kratna posamična prvakinja Slovenije (2004, 2006, 2007, 2008, 2009, 2011, 2012, 2013).
- 5-kratna državna prvakinja v ženskih dvojicah (2002 - z Majo Pohar, 2003 - z Majo Kersnik, 2004 - z Majo Kersnik, 2009 - s Špelo Silvester, 2013 - z Živo Repše)
- 1x državna prvakinja v mešanih dvojicah (2006 - z Luko Petričem)